# أبراج داماك من باراماونت للفنادق والمنتجعات
أبراج داماك من باراماونت للفنادق والمنتجعات دبي هي مجمع من أربعة ناطحات سحاب تقع في الخليج التجاري، دبي. تم الإعلان عن المجمع لأول مرة في عام 2016 وسيتم الانتهاء منه في عام 2020. سيكون كل مبنى من المباني الأربعة 270 متر (890 قدم) بطول 68 طابقًا لكل منهما.
تم إطلاق المجمع من قبل فنادق ومنتجعات باراماونت بالشراكة مع داماك العقارية في 12 مارس 2013. مشروع أبراج داماك هو أول مشروع باراماونت للفنادق والمنتجعات في صناعة الفنادق والعقارات. بمجرد اكتماله، سيكلف المجمع بأكمله حوالي 1 مليار دولار أمريكي.
ستحتوي الأبراج الأربعة على ساحة متصلة متعددة المستويات مع مطاعم وبارات ذات طابع خاص، ومرافق للمناسبات، وغرفة عرض، ومراكز لياقة بدنية، وحمامات سباحة، ونادي للأطفال، ومنطقة للبيع بالتجزئة على أساس المنتجات التي تحمل علامة باراماونت. سيضم أحد الأبراج فندق باراماونت هوتل آند ريزيدنسز بينما ستضم الثلاثة الأخرى شقق داماك ميزون باراماونت ذات العلامات التجارية المشتركة.

## أبراج سكنية
3 من أصل 4 مباني في المجمع عبارة عن مباني سكنية. يبلغ إجمالي الوحدات السكنية في الأبراج الثلاثة 1140 وحدة.

## فندق باراماونت دبي
فندق باراماونت دبي هو فندق في دبي يضم أحد الأبراج الأربعة في مجمع ناطحات السحاب داماك تاورز من باراماونت للفنادق والمنتجعات. يحتوي الفندق على ثمانية أنواع من الغرف، وغرف المشهد، وغرف المسرح، وأجنحة العرض الأول، وبدلات الشاشة الفضية، وبدلات دون كورليوني، وبدلات ذا تشارلستون، وأجنحة كارول، وأجنحة باراماونت. الأجنحة مستوحاة من أفلام باراماونت مثل العراب (فيلم) وغاتسبي. يحتوي الفندق على 823 غرفة، وغرفة عرض 55 مقعدًا، وبار وصالة فلاش باك توكسي التي تضم مسرح فندق باراماونت لغز القتل الغامر الشهير، وباسيفيك جروف سيرف وتيرف كاليفورنيا جريل، ومقهى الكرافت الجدول الارتوازي ومختبر الشوكولاتة وماليبو سطح حمام السباحة وردهة حول حمام السباحة المصمم على طراز المنتجع الواقع بين الأبراج الأربعة. يوفر فندق براماونت أيضًا مركز باوس للياقة البدنية وسبا. افتتح الفندق في نوفمبر 2019.

## روابط خارجية
- أبراج داماك من باراماونت للفنادق والمنتجعات دبي
- فندق باراماونت دبي